# Piet Ruimers
Petrus Adrianus Antonius (Piet) Ruimers (Rotterdam, 21 oktober 1884 – Texel, 6 april 1945) was een Nederlandse atleet, die gespecialiseerd was in het snelwandelen. Hij nam eenmaal deel aan de Olympische Spelen.

## Loopbaan
In 1908 werd Ruimers, die lid was van de Rotterdamse atletiekvereniging Pro Patria, op de Olympische Spelen van Londen met een tijd van 18:44,6 in de eerste ronde uitgeschakeld op het onderdeel 3500 m snelwandelen. Ook op de 10 mijl snelwandelen kwam hij met een tijd van 1:27.88,8 niet verder dan de eerste ronde.
Ruimers, die op 7 september 1940 naar Texel was verhuisd en daar bode werd bij de gemeentelijke gasfabriek, stierf op 61-jarige leeftijd bij de Opstand van de Georgiërs. Hij werd op het strand van Texel door de Duitsers gefusilleerd. De Georgische soldaten waren gedwongen ingelijfd door het Duitse leger en gestationeerd op Texel. In 1945 kwamen ze in verzet en werden op bloedige wijze voor een groot deel omgebracht door de Duitsers. Als represaillemaatregel namen de Duitsers op 6 april veertien willekeurige Texelaars mee om ze te executeren. Vier wisten er uit de vrachtwagen te ontsnappen, tien ervan, waaronder Ruimers, inmiddels een gepensioneerd ambtenaar, werden gefusilleerd.